# Solomon Farley Acree
Solomon Farley Acree (McGregor, 18 dicembre 1875 – Washington, 23 ottobre 1957) è stato un chimico statunitense.

## Biografia
Nato in Texas, professore di chimica forestale e chimico al Bureau of standards, si occupò di questioni di chimica analitica, dell'utilizzazione di sottoprodotti dell'industria della cellulosa.